# Rāj Ghāt
Rāj Ghāt er et bjergpas i Indien. Det ligger i delstaten Uttar Pradesh, i den centrale delen af landet, 700 km sydøst for hovedstaden New Delhi. Rāj Ghāt ligger 370 meter over havet.